# Себек

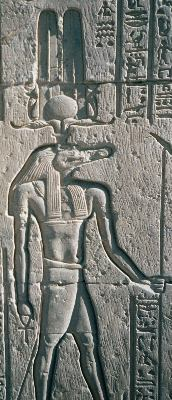
Зображення Собека в храмі Ком-Омбо

Себек (Собек) — давньоєгипетський бог. Сильний, швидкий, підступний володар Нілу, крокодил уособлював стихію нільських вод, йому приписували здатність володарювання річкою.
Основним місцем поклоніння Себеку була область Фаюм, на берегах Меридова озера, та її головного міста Шерита (грецька назва Крокодилополь), особливо фараонах 12- 13-ї династій.
Культ Себека також зв'язувався з культом Гора. В образі крокодила Гор збирає частини тіла Осіріса для того, щоб з'єднати їх разом. Правда той же Гор також виступає і як винищувач крокодилів. На численних стелах, які попереджують укуси змій, скорпіонів та крокодилів, Гор в образі людини з локоном юності (оселедець?) зображувався долаючим крокодила (попередник Юрія Змієборця?).
Живий крокодил, особливо вибраний екземпляр, який ототожнював Бога, одомашнювався і оточувався поклонінням та повагою. Священна тварина жила при храмі в окремому водоймі. На березі ставка будували криту халабуду для відпочинку крокодила на суші. По свідченням древніх авторів, крокодил настільки приручався своїми покровителями/хазяями, що невідступно повзав за ними, дозволяв себе гладити, йшов на свою кличку і не причиняв ніякої шкоди. По суті ми тут маємо приклад типової доместикації хижого плазуна.
Померлого крокодила муміфікували, розміщали в спеціальних саркофагах і хоронили. Сьогодні мумії крокодилів знаходяться в численних музеях світу.